# Salpe (Hebamme)
Salpe (altgriechisch Σάλπη) war eine antike griechische Hebamme hellenistischer Zeit und möglicherweise darüber hinaus Autorin erotischer Literatur.
Von den Werken Salpes ist heute keines mehr erhalten, auch weitergehende Informationen zur Person sind nicht überliefert. Bekannt ist sie insbesondere, weil sie Plinius dem Älteren, der sie als lateinisch obstetrix ‚Hebamme‘ bezeichnete, als eine seiner Vorlagen für die Naturalis historia (Naturgeschichte) diente. An mehreren Stellen seines Werkes zitiert er medizinische und kosmetische Rezepturen aus ihren Schriften, die sowohl die Verarbeitung von Heilpflanzen, aber auch magische Praktiken beinhalten. Im Werk Deipnosophistae (Gastmahl der Gelehrten) des Athenaios ist ebenfalls eine Salpe mit dem Werk Paignia (altgriechisch παίγνια) erwähnt. Athenaios zitiert den Mediziner Nymphodoros von Syrakus, der erklärte, dass Salpe nicht der Spitzname des als Pornografen verschrienen Botrys von Messene war, sondern der Name einer Frau aus Lesbos. Somit ist davon auszugehen, dass sich das Werk Paignia dem Genre der erotischen oder pornografischen Literatur zuschreiben lässt.
Ob es sich dabei um dieselbe Autorin handelt, ist in der Forschung umstritten. Während James N. Davidson davon ausgeht, dass beide identisch sind, ist David Bain der gegenteiligen Meinung. Auch Rebecca Flemming tendiert zur Annahme, dass beide Autorinnen gleichzusetzen sind. Problem ist, dass die Paignia als erotische oder gar pornografische Schrift angesehen werden und unklar ist, ob die Welt der Medizin und die der Erotik vereinbar sein könnten. Insbesondere Flemming kommt zum Schluss, dass es gerade die Paignia waren, die Plinius als Vorlage für die Rezepturen gedient hatten, wobei unklar ist, ob er diese nicht erst aus zweiter, dritter oder gar vierter Hand abschrieb und gar nicht mehr mit der Originalschrift arbeitete. Zudem widersprechen sich Kosmetik und Erotik nicht.
In Judy Chicagos Kunstwerk The Dinner Party ist Salpe als eine der 999 genannten Frauen auf einer Fliese vertreten. Sie wird dort mit anderen antiken Griechinnen verschiedener Lebensbereiche dem Gedeck der Dichterin Aspasia beigeordnet.

## Einzelbelege
1. ↑  Plinius der Ältere: Naturalis historia. 28,38, 28,66, 28,82, 28,262, 32,135, 32,140.
2. ↑  Athenaios: Deipnosophistae. 332A.
3. ↑  James N. Davidson: Don’t Try This at Home. Pliny’s Salpe, Salpe’s Paignia and Magic. In: The Classical Quarterly. Band 45, 1995, S. 590–592.
4. ↑  David Bain: Salpe’s ΠΑΙΓΝΙΑ. Athenaeus 332A and Plin. H. N. 28.38. In: The Classical Quarterly. Band 48 1998, S. 262–268.
5. ↑  Rebecca Flemming: Women, Writing and Medicine in the Classical World. In: The Classical Quarterly. Band 57, 2007, S. 257–279.

| Personendaten    | Personendaten                                              |
| ---------------- | ---------------------------------------------------------- |
| NAME             | Salpe                                                      |
| ALTERNATIVNAMEN  | Σάλπη (altgriechisch)                                      |
| KURZBESCHREIBUNG | antike griechische Hebamme                                 |
| GEBURTSDATUM     | zwischen 4. Jahrhundert v. Chr. und 1. Jahrhundert v. Chr. |
| STERBEDATUM      | zwischen 4. Jahrhundert v. Chr. und 1. Jahrhundert v. Chr. |